# Isquemia
En medicina, se denomina isquemia (en griego antiguo: ἴσχειν, ískhein, «detener»; y αἷμα, aíma, «sangre») al estrés celular causado por cualquier disminución transitoria o permanente del flujo sanguíneo en el capilar y consecuente disminución del aporte de oxígeno (hipoxia) y de la eliminación de productos del metabolismo del tejido. Este sufrimiento celular puede ser suficientemente intenso como para causar la muerte celular del tejido al que pertenece (necrosis). 

Si la isquemia es muy grave puede llegar a la anoxia, lo que implica que los tejidos de esa región no podrán contar con la energía necesaria para sobrevivir y el tejido morirá. Cada tejido tiene un nivel diferente de tolerancia a la falta de oxígeno.

## Clasificación

### Isquemia crónica
Es la disminución del aporte sanguíneo arterial que se produce de manera progresiva y gradual. Es decir, disminuye el flujo sanguíneo en la zona afectada, como consecuencia de arteriosclerosis.
Es característica de la población de la tercera edad.

### Isquemia aguda
Es la disminución del flujo sanguíneo arterial que se produce de manera repentina. Su causa son la embolia y la trombosis.
Es característica de la población de mediana edad.

### Etiología
- Trombosis arterial aguda.
- Embolia es la obstrucción brusca de un vaso, generalmente sano, por un coágulo formado en otro lugar y arrastrado hasta allí por la corriente sanguínea.
- Traumatismos arteriales provocan la isquemia del territorio afectado por la lesión del vaso.

## Órganos

### Isquemia cerebral
La isquemia cerebral es la reducción del flujo sanguíneo cerebral en la circulación cerebral hasta niveles que son insuficientes para mantener el metabolismo necesario para la normal función y estructura del cerebro.
Se describen dos tipos de isquemia: 
Isquemia transitoria es reversible y la 
Isquemia permanente es irreversible
Sucede con mayor frecuencia en personas mayores con factores de riesgo cardiovascular como tabaquismo, consumo de drogas como la cocaína, la hipertensión arterial, ateroesclerosis o diabetes. La afectación de áreas específicas del cerebro genera manifestaciones focalizadas como parálisis o plejia de un hemicuerpo (una mitad del cuerpo), parálisis facial, afasia (pérdida de capacidad de producir o comprender lenguaje), entre otras.
Causas de isquemia cerebral vascular: infarto lacunar (en pacientes con hipertensión vascular), infartos dependientes de las carótidas (por mecanismos hemodinámicos), embolias cerebrales de origen cardíaco. Puede causar la muerte repentina.

### Isquemia renal
Es la reducción del flujo sanguíneo renal (hipoperfusión uni o bilateral) bien por disminución del volumen sanguíneo total, por redistribución de la sangre o por obstrucción. Sus causas suelen ser:
complicaciones quirúrgicas,
hemorragia,
traumatismo,
rabdomiólisis con mioglobinuria,
sepsis por gram-negativos,
hemorragia posparto,
pancreatitis, etc. Puede condicionar una insuficiencia renal aguda por necrosis tubular. En casos de obstrucción unilateral (estenosis renal, embolia, etc.) pueden dar lugar a un agudo o a una atrofia renal (isquemia crónica).

### Isquemia miocárdica
La Angina de pecho es el síntoma de la disminución del riego en las arterias coronarias que van al corazón.
Es generalmente identificado con un dolor precordial con sensación de ahogo por la poca afluencia de oxígeno al corazón. Si la isquemia se prolonga lo suficiente, se produce una zona de necrosis o infarto.

### Isquemia intestinal
Es la disminución del riego en las arterias mesentéricas. La isquemia intestinal está considerada como la causa más letal del síndrome de abdomen agudo. La consecuencia de la isquemia es el infarto de intestino delgado.

### Isquemia de miembros
Isquemia crónica
Disminución del aporte sanguíneo arterial que se produce de manera progresiva y gradual. Puede afectar a extremidades superiores e inferiores, pero con mucha más frecuencia en inferiores. Es decir, disminuye la circulación de la sangre en la zona afectada, produciéndose de manera gradual. La falta de oxígeno en los miembros superiores puede también causar fácilmente problemas de oxigenación de las arterias superiores como las carótidas, pudiendo producir isquemia cerebral.
Por otro lado, la falta de oxigenación en los miembros superiores causa en gran parte pérdida de movilidad funcional en diversas partes de estos miembros (dolores articulares, musculares en brazos y sobre todo hombros) y también se ha comprobado que en este tipo de isquemia solamente el hecho de realizar movimientos en los que los músculos necesiten más oxigenación, se ven afectados de forma que se muestran cansados, doloridos, y con otros problemas secundarios relativos a la falta de oxígeno, como en el síndrome de Leriche.
Isquemia aguda
Disminución del aporte sanguíneo arterial que se produce de manera repentina. Es más frecuente en las extremidades inferiores que en las superiores. Este proceso puede producirse en otros lugares del organismo: en el riñón (isquemia aguda renal), en el cerebro (infarto agudo cerebral), en una arteria del territorio cerebral (paraplejia).